# Simbou Baru
Simbou Baru is een bestuurslaag in het regentschap Simalungun van de provincie Noord-Sumatra, Indonesië. Simbou Baru telt 632 inwoners (volkstelling 2010).